# Aftis
Aftis est un village d'Algérie, situé dans la commune de Boujellil, daïra de Tazmalt, wilaya de Béjaïa. Il est limité au sud par les communes d'Aït-Rizine et Ighil Ali, au nord par le village Allaghene. Il compte environ 3 500 habitants. Il est coupé par la RN 106 reliant Bejaia à Bordj Bou Arreridj.

## Histoire
Le village d'Aftis, était un village agricole colonial français, appartenant à un colonialiste juif français, connu localement sous le nom de "Bouaziz", qui est le même nom que le village est appelé localement jusqu'à aujourd'hui, Lorsque la révolution algérienne a commencé, les montagnes du Djurdjura étaient le foyer des militants algériens, la plupart des martyrs étaient concentrés dans ces montagnes,Surtout, dans les villages de ces deux tribus kabyles, les At mlikech et les illulen Usamar (Illoula Ouçammeur), la France a commencé à procéder à des massacres massifs des villages des deux tribus, Le colonialiste français "Bouaziz" dès qu'il eut connaissance de la révolution, vendit tout le village colonialiste agricole aux kabyles d'at mlikec et illulen Usamar qui s'enfuirent du massacre français,Le village fut alors habité par ces deux tribus, dont quelques familles de la tribu At abbas, puis fut formé le village Aftis (Bouaziz).